# Borek Strzeliński (gromada)
Borek Strzeliński – dawna gromada, czyli najmniejsza jednostka podziału terytorialnego Polskiej Rzeczypospolitej Ludowej w latach 1954–1972.
Gromady, z gromadzkimi radami narodowymi (GRN) jako organami władzy najniższego stopnia na wsi, funkcjonowały od reformy reorganizującej administrację wiejską przeprowadzonej jesienią 1954 do momentu ich zniesienia z dniem 1 stycznia 1973, tym samym wypierając organizację gminną w latach 1954–1972.
Gromadę Borek Strzeliński z siedzibą GRN w Borku Strzelińskim utworzono – jako jedną z 8759 gromad na obszarze Polski – w powiecie strzelińskim w woj. wrocławskim, na mocy uchwały nr 25/54 WRN we Wrocławiu z dnia 2 października 1954. W skład jednostki weszły obszary dotychczasowych gromad: Borek Strzeliński, Jaksin, Jelenin, Świnobród i Kojęcin ze zniesionej gminy Borek Strzeliński, Ludów Śląski i Ludów Polski ze zniesionej gminy Zielenice oraz Michałowice ze zniesionej gminy Borów w tymże powiecie. Dla gromady ustalono 21 członków gromadzkiej rady narodowej.
1 stycznia 1960 do gromady Borek Strzeliński włączono wsie Pławnia i Trześnie ze zniesionej gromady Brożec w tymże powiecie.
Gromada przetrwała do końca 1972 roku, czyli do kolejnej reformy gminnej.